# Viséano
| Permiano                                                                                              | Cisuraliano    | Asseliano     | Più recente   |
| Carbonifero                                                                                           | Pennsylvaniano | Gzheliano     | 303,7 ± 0,1   |
| Carbonifero                                                                                           | Pennsylvaniano | Kasimoviano   | 307,0 ± 0,1   |
| Carbonifero                                                                                           | Pennsylvaniano | Moscoviano    | 315,2 ± 0,2   |
| Carbonifero                                                                                           | Pennsylvaniano | Bashkiriano   | 323,4 ± 0,4   |
| Carbonifero                                                                                           | Mississippiano | Serpukhoviano | 330,4 ± 0,4   |
| Carbonifero                                                                                           | Mississippiano | Viséano       | 346,7 ± 0,4   |
| Carbonifero                                                                                           | Mississippiano | Tournaisiano  | 358,86 ± 0,19 |
| Devoniano                                                                                             | Superiore      | Famenniano    | Più antico    |
| Suddivisione del sistema del Carbonifero secondo la Commissione internazionale di stratigrafia (ICS). |                |               |               |

Nella scala dei tempi geologici il Viseano, detto anche Viséano o Visiano, è il secondo dei tre piani o stadi stratigrafici in cui viene suddiviso il Mississippiano, che a sua volta è il primo dei due sotto-periodi che compongono il periodo Carbonifero.
Il Viseano è compreso tra 345,3 ± 2,1 e 328,3 ± 1,6 milioni di anni fa (Ma). È preceduto dal Tournaisiano e seguito dal Serpukhoviano.

## Etimologia
Lo stadio Viseano fu introdotto nel 1832 dal geologo belga André Dumont, il quale lo derivò dal nome della città di Visé nella provincia di Liegi, in Belgio.
Prima di essere usato come uno stadio internazionale, il Viseano faceva parte della scala dei tempi geologici regionale dell'Europa (occidentale), dove segue lo stadio Tournaisiano ed è seguito da quello Namuriano. Nella scala regionale nordamericana, lo stadio Viseano si correla con l'Osageano superiore, il Merameciano e gli stadi inferiori del Chesteriano. Nella scala del tempo regionale cinese, viene a correlarsi con le serie inferiori e intermedie del Tatangiano.

## Definizioni stratigrafiche e GSSP
La base dello stadio Viseano è definita dalla prima comparsa negli orizzonti stratigrafici dei foraminiferi bentonici della specie Eoparastaffella simplex. Appena dieci centimetri al di sopra di questo limite fanno la loro comparsa anche i conodonti Gnathodus homopunctatus.
Il limite superiore, nonché base del successivo Serpukhoviano, è dato dalla prima comparsa della specie conodontica Lochriea ziegleri, alla base della biozona della  goniatite Cravenoceras leion.

### GSSP
Il GSSP, il profilo stratigrafico di riferimento della Commissione Internazionale di Stratigrafia, è stato identificato nel 2008 alla base dello strato 83, nella Formazione Luzhai, vicino a Penchong, nella provincia cinese del Guanxi.

Una precedente proposta per una sezione della strada al di sotto del castello di Dinant, in Belgio, si è mostrata carente per la correlazione stratigrafica.

## Biostratigrafia
Il Viseano contiene quattro biozone di conodonti:
- Zona della Lochriea nodosa
- Zona della Lochriea mononodosa
- Zona del Gnathodus bilineatus
- Zona del Gnathodus texanus

Nella stratigrafia britannica, il Viseano viene suddiviso in cinque sottostadi. Questi sono dall'antico al recente: Chadiano (la parte più arcaica di questo sottostadio cadde nel Tournaisiano), Arundiano, Holkeriano, Asbiano e Brigantiano.